# Gargara rhodendrona
Gargara rhodendrona är en insektsart som beskrevs av Kato 1937. Gargara rhodendrona ingår i släktet Gargara och familjen hornstritar. Inga underarter finns listade i Catalogue of Life.